# Qarawat Bani Zeid
Qarawat Bani Zeid (àrab: قراوة بني زيد, Qarāwat Banī Zayd) és una vila palestina de la governació de Ramal·lah i al-Bireh, al centre de Cisjordània, situada 22 km al nord-oest de Ramal·lah. Segons l'Oficina Central d'Estadístiques de Palestina (PCBS), tenia 3.730 habitants en 2016. Està situada a l'anomenada Àrea A, sota control complet de l'Autoritat Nacional Palestina.

## Etimologia
Qarawat Bani Zeid rep el seu nom per la tribu àrab de Bani Zeid, que es va assentar a la vila després de la victòria dels aiúbides contra els croats en 1187. La porció Qarawat del nom ve de la paraula àrab Qaran, que vol dir «punt central», originada per la situació del lloc entre les grans ciutats de Nablus, Jericó i Jerusalem. També s'especula que el nom prové de Qira, que significa «lloc que respecta els hostes». Segons Palmer, el nom significa «la vila de Ibn Zeid, al districte Beni Zeid.»

## Història
S'hi ha trobat ceràmica de l'edat del ferro, persa, hel·lenística, romana, romana d'Orient, croada / aiúbida i mameluca.

### Època otomana
En 1517, el poble va ser incorporat a l'Imperi Otomà amb la resta de Palestina i als defter de 1596 va aparèixer amb el nom de Qarawa, situada a la nàhiya d'al-Quds o Jerusalem, al sanjak del Mutasarrifat de Jerusalem. La població era de 32 llars, totes musulmanes. Pagaven una taxa impositiva del 33,3% sobre productes agrícoles, inclosos blat, ordi, oliveres, vinyes i fruiters, ingressos ocasionals, cabres i ruscs; un total de 24.000 Akçe. També s'hi ha trobat terrissa de principis del domini otomà.
En 1869 Victor Guérin va assenyalar que la vila tenia 300 habitants. També va assenyalar un fragment d'un pilar antic.
Una llista oficial de pobles otomans del 1870 va mostrar que "Karawa" tenia un total de 48 cases i una població de 200 habitants, tot i que el recompte de població només incloïa homes.
En 1883 el Survey of Western Palestine del Fons per a l'Exploració de Palestina la descriu com "un petit poble en un monticle, amb tombes antigues i un tanc, envoltat d'oliveres". En 1896 la població de Karawa era estimada en 312 persones.

### Època del Mandat Britànic
En el cens de Palestina de 1922, organitzat per les autoritats del Mandat Britànic, la població de Karawa Beni Zaid era de 274 musulmans, incrementats en el cens de 1931 a 394 musulmans en un total de 88 cases.
En 1945 la població era de 500 musulmans, mentre que l'àrea de terra era de 5,100 dúnams, segons una enquesta oficial de terra i població. D'aquests 3.421 eren per a plantacions i terra de rec, 219 per a cereals, mentre que 21 dúnams eren classificats com a sòl edificat.

### Després de 1948
En la vespra de guerra araboisraeliana de 1948, i després dels acords d'armistici araboisraelians de 1949, Qarawat Bani Zeid fou ocupada pel regne haixemita de Jordània. Després de la Guerra dels Sis Dies de 1967 va romandre sota l'ocupació israeliana. Després dels acords d'Oslo, fou situada a l'Àrea A. El 2004 la vila no havia convocat eleccions, però tenia un consell de vila amb representants de cadascuna de les famílies que havien escollit l'alcalde. Al voltant del 70 % dels habitants donaven suport al Partit del Poble Palestí, i la resta a Fatah, Hamàs o a l'FPAP. Un 60 % de la població activa està a l'atur.

## Govern
Qarawat Bani Zeid es regeix per un consell del poble. No es duen a terme eleccions; més aviat, el consell -que té representants de famílies prominents del poble- selecciona un alcalde. La facció política principal és el Partit del Poble Palestí (PPP) i Fatah, Hamas i el Front Popular per a l'Alliberament de Palestina (PFLP) tenen una menor influència al poble